# GSM

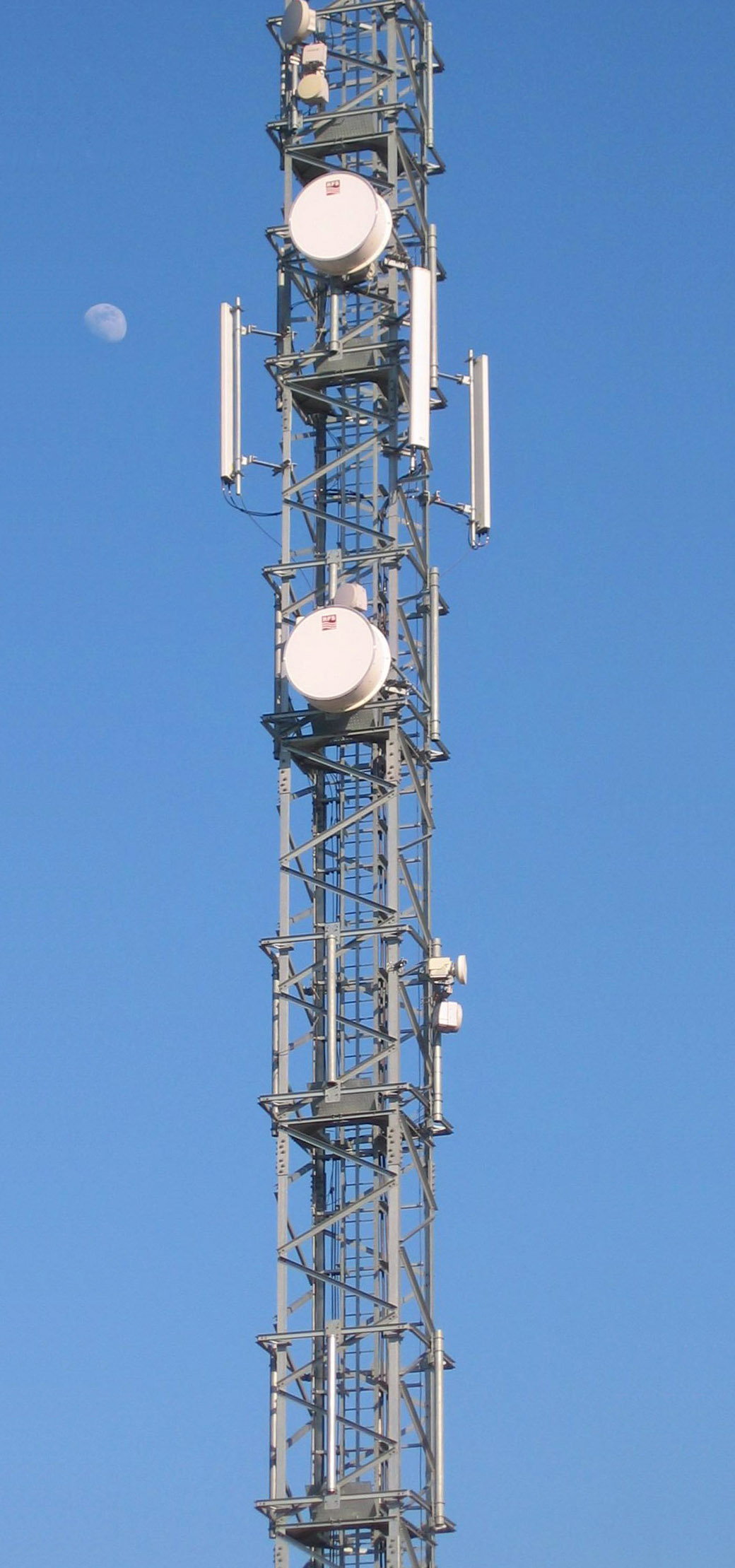
stacja bazowa GSM

GSM (ang. Global System for Mobile Communications, pierwotnie fr. Groupe Spécial Mobile) – najpopularniejszy standard telefonii komórkowej. Sieci oparte na tym systemie oferują usługi związane z transmisją głosu, danych (na przykład dostęp do Internetu) i wiadomości w formie tekstowej lub multimedialnej.
Dzięki możliwości międzynarodowego roamingu i umowom między operatorami abonent GSM może, bez podpisywania oddzielnych umów z każdym operatorem z osobna, korzystać z telefonu w większości krajów świata (jednym z ważniejszych wyjątków jest Japonia).
Obecnie usługi na bazie tej technologii świadczy ponad 700 operatorów w ponad 200 krajach i terytoriach zależnych.
Usługi GSM mogą być udostępnione na zasadzie usługi abonamentowej lub formy przedpłaconej (która nie zobowiązuje użytkownika do zawarcia umowy), a także form mieszanych, co znacznie zwiększa liczbę potencjalnych użytkowników.

## Historia rozwoju standardu

### GSM 900 Phase 1
GSM powstał dzięki europejskiej inicjatywie stworzenia jednego, otwartego standardu telefonii komórkowej. Pierwotnie miał to być standard obowiązujący na terenie dwunastu członków
Europejskiej Wspólnoty Gospodarczej (EWG). W tym celu wewnątrz Europejskiej Konferencji Administracji Poczty i Telekomunikacji (CEPT) powołany został w 1982 r. instytut Groupe Spécial Mobile (GSM), który miał za zadanie opracowanie standardu telefonii mobilnej działającej w paśmie 900 MHz. Stworzono prototypy urządzeń radiowych, przeprowadzano badania nad optymalnym sposobem dostępu do sieci. Ostateczne wyniki badań stały się podstawą do prac nad specyfikacją. W 1984 r. Komisja Europejska zatwierdziła projekt wspólnego standardu.
25 czerwca 1987 r. Rada Europejska wydała dyrektywę, w której zalecała wszystkim krajom na obszarze ówczesnej wspólnoty zarezerwować częstotliwości 890–915 i 935–960 MHz dla potrzeb nowego komórkowego cyfrowego systemu łączności ruchomej drugiej generacji, a w podpisanym 7 września 1987 r. Memorandum of Understanding 15 operatorów z 13 krajów zobowiązało się do zaimplementowania technologii GSM. Pierwsza specyfikacja została opublikowana rok później (GSM 900 Phase 1). Znaczenie akronimu GSM zmieniono na Global System for Mobile Communications.
W 1989 r. prace nad rozwojem standardu przejął nowo utworzony Europejski Instytut Norm Telekomunikacyjnych (ETSI). W 1990 r. specyfikacje fazy pierwszej zostały zamknięte, dzięki czemu stanowiły oficjalny zbiór dokumentów, na bazie którego można było rozpocząć produkcję sprzętu i budowę opartych na nim sieci.

### GSM Phase 2
W roku 1990 rozpoczęto publikacje specyfikacji związanych z fazą drugą systemu GSM. Zdefiniowano standard GSM działający w paśmie 1800 MHz (DCS), uwzględniono przesyłanie SMSów, faxu i danych. W 1991 r. w sieci fińskiego operatora Radiolinja (obecnie już nieistniejącego, jego sieć została przejęta przez fińskie przedsiębiorstwo telekomunikacyjne Elisa Oyj) wykonano pierwsze na świecie połączenie w standardzie GSM. Rok później operator ten jako pierwszy zaoferował komercyjne usługi bazujące na tym systemie.
W 1993 roku uruchomiono w Wielkiej Brytanii pierwszą sieć DCS, oraz pierwszą sieć GSM poza Europą (sieć australijskiego operatora Telstra). Prace nad specyfikacjami związanymi z drugą fazą systemu GSM zakończono w roku 1995.

### GSM Phase 2+
ETSI kontynuował pracę nad specyfikacją GSM pod nazwą Phase 2+. Uwzględniono technologie High Speed Circuit Switched Data (przesyłanie danych z przepływnością 14,4 kb/s) oraz CAMEL – umożliwiającą pełny roaming usług bazujących na platformie sieci inteligentnych (np. Prepaid). W 1997 częścią specyfikacji stała się technologia GPRS. Rozpoczęto też prace nad technologią EDGE.
Wszystkie dokumenty opisujące funkcjonowanie sieci GSM były publikowane przez ETSI w zbiorach specyfikacji oznaczonymi wersjami (tzw. Release), których nazwy związane były z rokiem ich pojawienia się. Podczas fazy 2+ opublikowano Release 96, Release 97 i Release 98.

### Specyfikacje Release 99 i późniejsze
Dzięki różnym wersjom systemu dostosowanym do zakresów częstotliwości dostępnych w różnych częściach świata, GSM stał się globalnym standardem. Na przykład w USA, organizacja Alliance for Telecommunications Industry Solutions (ATIS), bazując na specyfikacjach opublikowanych przez ETSI opracował standard sieci GSM dostosowany do lokalnego rynku telekomunikacyjnego – tak powstał GSM 1900 (PCS). W grudniu 1998 roku, instytuty standaryzacyjne z Europy, Azji i Ameryki powołały do życia wspólne przedsięwzięcie – konsorcjum 3rd Generation Partnership Project (3GPP), które miało harmonizować prace nad rozwojem UMTS – systemu trzeciej generacji. W roku 2000, ETSI (jeden z członków założycieli) przekazał do 3GPP efekty swoich prac nad standardem GSM w postaci najnowszego (w tym czasie) zbioru specyfikacji, tzw. Release 99. Od tej pory 3GPP zaczęło rozwijać specyfikacje obu systemów: UMTS i GSM. Oba standardy korzystały z takiej samej sieci szkieletowej a różniły się siecią radiową. 3GPP publikuje specyfikacje dla obu rodzajów sieci w podobny sposób jak robiło to wcześniej ETSI – jako kompletny zbiór dokumentów opisujących wszystkie aspekty działania obu systemów – tzw. Release, nie zachowało jednak wcześniejszej numeracji, kolejne zbiory mają nazwy: Release 4, Release 5 itd.
Kolejne wersje specyfikacji uwzględniały między innymi zmiany w interfejsie radiowym (np. nowe metody kodowania i modulacji sygnału poprawiające przepływność danych przesyłanych dzięki technologii EDGE) oraz ewolucję sieci szkieletowych (np. architektura warstwowa, nowe możliwości interakcji pomiędzy siecią a usługami dodanymi czy współpraca sieci GSM z IP Multimedia Subsystem). 3GPP w swoich specyfikacjach uwzględniło także współpracę pomiędzy sieciami GSM i UMTS. Możliwy jest między innymi handover (czyli przeniesienie aktywnego połączenia) pomiędzy obiema rodzajami sieci, operatorzy budujący sieci w obu standardach mogą też korzystać ze wspólnej sieci szkieletowej.
Obecnie w 3GPP trwają także prace nad rozwojem standardu 5G, po zakończeniu prac związanych z technologią LTE oraz jej rozszerzeń w postaci LTE Advanced (Release 10) i LTE Advanced Pro (Release 13 i Release 14). Specyfikacje GSM opublikowane jako Release 9 zawierają pewne zmiany (np. kwestie handoveru) umożliwiające współpracę pomiędzy tymi systemami.

## GSM na tle rynku telekomunikacyjnego
W roku 2010 GSM był najpopularniejszym systemem telefonii komórkowej na świecie (około 78% wszystkich połączeń generowanych za pomocą telefonii komórkowej). Liczba abonentów oraz obszar, na którym dostępne są usługi, sprawiają, że operatorzy nadal rozwijają sieci zbudowane w tym standardzie, mimo pojawienia się nowszych rozwiązań. Infrastruktura sieciowa rozbudowywana jest tak, aby obsłużyć zwiększającą się liczbę połączeń oraz ilość przesyłanych danych. Architektura sieci ciągle ewoluuje – operatorzy wprowadzają w sieci szkieletowej architekturę warstwową (tzw. Mobile Softswitch Solution), bardziej elastyczne połączenie sieci szkieletowej i radiowej (Iu-flex) oraz warstwę transportu wewnątrz sieci opartą na technologii IP. Nowe specyfikacje uwzględniają także współpracę (między innymi handover) pomiędzy GSM a systemami UMTS i LTE oraz znaczne polepszenie wydajności technologii EDGE (tzw. EDGE Evolution), która ma w przyszłości umożliwić transfer z przepływnością około 1 Mb/s.
Ewolucja w telekomunikacji jest procesem ciągłym, cały czas trwają prace badawcze i wdrożenia związane z nowymi standardami. Równolegle z systemami GSM (2G) działa wiele sieci 3G i LTE, a niektórzy operatorzy wdrażają usługi na bazie systemów piątej generacji (5G). Z różnych powodów GSM pozostaje w użyciu dla zapewnienia ciągłości usług. Z drugiej strony widać już pierwsze oznaki wypierania tego standardu przez nowsze rozwiązania. W Unii Europejskiej dyrektywa 87/372/EWG opublikowana w 1987 roku zalecała krajom członkowskim zarezerwować częstotliwości 880 – 960 MHz dla potrzeb systemów GSM. Obecnie Komisja Europejska zmieniła tę dyrektywę dopuszczając na terenie Wspólnoty działanie systemów UMTS w tym zakresie częstotliwości. W sierpniu 2012 na świecie było 44 sieci wykorzystujących standardy UMTS900/UMTS850, na częstotliwościach wcześniej wykorzystywanych przez GSM. Podobny stan charakteryzuje wprowadzanie sieci LTE, które można użytkować we wszystkich pasmach wcześniejszych generacji sieci.
W Polsce stopniowe wyłączanie sieci 3G rozpocznie się w 2025 roku, a całkowite zakończenie tego procesu planowane jest na 2028 rok. Z kolei sieć 2G ma zostać wyłączona w okresie między 2028 a 2030 rokiem.

### GSM na świecie
Głównymi uczestnikami rynku GSM są operatorzy telekomunikacyjni będący właścicielami sieci. Jest ich ponad 650. Do największych można zaliczyć: działającego na rynku chińskim China Mobile oraz operatorów multiregionalnych (czyli posiadających swoje oddziały w wielu krajach) Vodafone i Telefónica. Powstaje też coraz więcej operatorów wirtualnych, nieposiadających własnej infrastruktury telekomunikacyjnej, oferujących swoim abonentom usługi na bazie wykupionych hurtowo minut dostępu do istniejących sieci. Największym z nich jest Virgin Mobile.
Z rynkiem GSM związani są też dostawcy infrastruktury telekomunikacyjnej. Według raportu przedsiębiorstwa Frost & Sullivan Operations-China, w 2009 roku podział rynku infrastruktury GSM (biorąc pod uwagę przychody ze sprzedaży) przedstawiał się następująco: Ericsson – 30,1%, Huawei – 28%, ZTE – 19,2%, Nokia Networks – 16%, Alcatel-Lucent – 5,6%, pozostali dostawcy – 1,1%.
Ważnym segmentem rynku jest też sprzedaż telefonów komórkowych, ich największym producentem jest Samsung.
Pozostali najwięksi dostawcy (przyjmując jako kryterium liczbę sprzedanych telefonów) to Huawei, Apple, Oppo i Xiaomi. Innymi ważnymi partnerami dla operatorów są przedsiębiorstwa tworzące oprogramowanie rozszerzające podstawową funkcjonalność sieci, np. aplikacje realizujące usługi bazujące na platformie sieci inteligentnych, systemy billingowe, rozwiązania wspomagające zarządzanie siecią (Operations Support System – OSS) lub relacje z klientami (Business Support System – BSS).
Operatorzy i dostawcy rozwiązań telekomunikacyjnych mogą również mieć wpływ na rozwój technologii GSM poprzez udział w rozwijaniu jej specyfikacji przez konsorcjum 3GPP. Powołane przez nich stowarzyszenie GSM Association dba o kwestie prawne i ekonomiczne związane z rozwojem standardu i rynku oferowanych dzięki niemu usług.

### GSM w Polsce
18 października 1995 roku Ministerstwo Łączności ogłosiło przetarg związany z możliwością wybudowania dwóch sieci w standardzie GSM. Ofertą przetargową zainteresowało się 61 przedsiębiorstw (aby przygotować swoją ofertę należało zakupić dokumentację przetargową za 13 000 dolarów). Ostatecznie do przetargu przystąpiły 3 przedsiębiorstwa, składając ofertę w wyznaczonym przez ministerstwo terminie (3 stycznia 1996). Były to C-Line (konsorcjum założone przez Ciech i STET – włoskiego, narodowego operatora), Polkomtel i Polska Telefonia Cyfrowa. Licencje otrzymały Polkomtel i PTC. Opłaty licencyjne kosztowały 676 mln dolarów, obaj operatorzy mieli prawo do tej samej liczby częstotliwości w paśmie 900 MHz. Pierwsza polska sieć GSM (Era GSM, operator Polska Telefonia Cyfrowa) została uruchomiona 13 września 1996 roku. 1 października 1996 r. usługi na bazie swojej sieci (Plus GSM) zaczął oferować Polkomtel.
W Polsce usługi w standardzie GSM w październiku 2012 r. świadczyło czterech operatorów: Polska Telefonia Cyfrowa (sieć T-Mobile), Polkomtel (sieć Plus), PTK Centertel (sieć Orange) oraz P4 (operator sieci Play). Część częstotliwości, które mogłyby zostać użyte do budowy systemów GSM900/GSM1800 zostały przydzielone na podstawie przetargów spółkom Aero2, Mobyland i Centernet, ale przedsiębiorstwa te używają ich do budowy sieci na bazie standardów UMTS i LTE.
W grudniu 2006 r. rozpoczął działalność pierwszy wirtualny operator telefonii komórkowej w Polsce – mBank mobile, korzystający z infrastruktury Polkomtela. Rynek operatorów wirtualnych rozwija się wolno, według szacunków dziennika Rzeczpospolita pod koniec 2008 roku w Polsce było około 165 000 aktywnych klientów MVNO, co stanowi 0,4% całego polskiego rynku telefonii komórkowej.
Aby dowiedzieć się więcej o liczbie abonentów poszczególnych sieci oraz stosowanej w nich numeracji telefonicznej zobacz rozdział Telefonia komórkowa w artykule Telekomunikacja w Polsce. Aby zapoznać się z podziałem częstotliwości pomiędzy polskich operatorów sieci GSM zobacz rozdział Kanały GSM w Polsce w artykule Częstotliwości używane w sieci GSM.

## Usługi w systemie GSM

### Połączenia głosowe
Możliwość przeprowadzania połączeń głosowych jest jedną z podstawowych usług w GSM. Do zamiany głosu na formę cyfrową telefony używają różnego rodzaju kodeków, dzięki którym system może wybierać pomiędzy zapewnieniem lepszej jakości oferowanych połączeń a bardziej optymalnym użyciem dostępnych zasobów radiowych (zobacz rozdział Interfejs radiowy aby zapoznać się ze szczegółami tego mechanizmu).
Aby dowiedzieć się więcej o kodowaniu i transmisji głosu zobacz artykuły Kodek GSM i Transmisja głosu w sieci GSM.

### Transmisja danych
Pierwsze specyfikacje GSM opisywały przesyłanie danych o prędkości transmisji 9,6 kb/s (Circuit Switched Data – CSD). Dla realizacji takiego połączenia używano takich samych zasobów w sieci radiowej i szkieletowej jak dla zestawionej rozmowy. Wprowadzono też technikę High Speed Circuit Switched Data (HSCSD), która umożliwiała maksymalną przepływność 57,6 kb/s (zajmowane były wtedy zasoby, które mogły być wykorzystane przez 4 rozmowy). Obie te metody poza niewielkim oferowanym transferem miały też inną poważną wadę – zasoby radiowe musiały być zarezerwowane na cały czas połączenia internetowego, nawet gdy nie wysyłano ani nie odbierano żadnych danych (tzw. komutacja łączy).
Lepszym rozwiązaniem okazała się komutacja pakietów (zasoby radiowe są wtedy przydzielane tylko na czas przesyłania informacji). Dzięki opartej na tej idei technice GPRS umożliwiono transfer na poziomie 30 – 80 kb/s. Jej następczyni – EDGE – umożliwia transfer z maksymalną teoretyczną przepływnością 296 kb/s.

### Wiadomości tekstowe i multimedialne
Dużą popularnością cieszy się usługa związana z przesyłaniem krótkich wiadomości tekstowych (ang. „Short Message Service”) – SMS. Umożliwia ona przesłanie do 160 znaków w przypadku, gdy wszystkie należą do alfabetu łacińskiego. Dla wiadomości wykorzystującej litery charakterystyczne dla języka polskiego długość SMS nie może przekraczać 140 znaków. Są języki, np. koreański lub japoński, do których zakodowania wykorzystuje się standard UCS-2, długość SMSa nie może przekroczyć wtedy 70 znaków.
Usługa MMS („Multimedia Messaging Service”) – umożliwia przesyłanie wiadomości w postaci plików graficznych, dźwiękowych lub wideo. Specyfikacja nie podaje maksymalnego rozmiaru takiej informacji, limitem są możliwości samego telefonu i ograniczenia ustalane przez operatorów (np. w polskich sieciach są one ustawiane na poziomie 300 lub 600 kB).
Infrastruktura sieci GSM wspiera przesyłanie wiadomości SMS i MMS zarówno pomiędzy dwoma użytkownikami, jak i pomiędzy użytkownikiem a aplikacją znajdującą się w sieci operatora lub w Internecie.

### Kwestie bezpieczeństwa
Sieci GSM oferują zróżnicowane usługi związane z bezpieczeństwem teleinformatycznym. W szczególności są to usługi zapewniające autentyczność abonenta podłączającego się do sieci oraz poufność transmisji głosu i danych. Dla części z tych usług opracowano skuteczne ataki kryptoanalityczne.
Aby dowiedzieć się więcej zobacz artykuł Bezpieczeństwo GSM.

## Standardy GSM
Istnieje pięć głównych standardów GSM, różniących się przede wszystkim używanym pasmem radiowym i rozmiarami komórek: GSM 400, GSM 850, GSM 900, GSM-1800 (nazywany także DCS), i GSM 1900 (nazywany także PCS). GSM 850 i GSM 1900 wykorzystywane są w większości państw Ameryki Północnej i Południowej. W pozostałej części świata, używany jest standard GSM 900/1800.
GSM 400 jest rozwiązaniem dla operatorów posiadających sieci NMT 450, którzy są już posiadaczami prawa do używania wykorzystywanych przez ten system częstotliwości, a w okresie przejściowym oba systemy mogą działać razem. Jest też technologią, którą można zastosować do pokrycia dużych niezamieszkanych obszarów.

### Używane częstotliwości
| Cecha \ System        | GSM 400                       | GSM 850   | GSM 900   | GSM 1800    | GSM 1900    |
| --------------------- | ----------------------------- | --------- | --------- | ----------- | ----------- |
| Uplink [MHz]          | 450,4 – 457,6 lub 478,8 – 486 | 824 – 849 | 890 – 915 | 1710 – 1785 | 1850 – 1910 |
| Downlink [MHz]        | 460,4 – 467,6 lub 488,8 – 496 | 869 – 894 | 935 – 960 | 1805 – 1880 | 1930 – 1990 |
| Liczba częstotliwości | 35                            | 124       | 174       | 374         | 299         |

### Rozmiary komórek
Maksymalny zasięg komórki wynikający ze specyfikacji GSM wynosi około 35 km. Okazuje się jednak, że energia konieczna do emitowania sygnału na częstotliwości 1800/1900 MHz jest tak duża, że rozmiar komórek zasięgu w tych standardach nie przekracza 8 km.
Możliwe jest też rozwiązanie extended range, w którym promień zasięgu komórki może sięgać nawet do 120 km. Związane jest to jednak ze znacznym pogorszeniem „pojemności” sieci. Operatorzy mogą zastosować to rozwiązanie, gdy chcą obniżyć koszty pokrycia dużych, słabo zaludnionych obszarów. Najlepiej nadaje się do tego GSM 400, który ze względu na używane częstotliwości wymaga mniejszej energii do emitowania sygnału na tak duże odległości. Niektórzy dostawcy infrastruktury telekomunikacyjnej oferują również taką możliwość dla standardu GSM 900.

### Sieci GSM budowane na bazie dwóch standardów
Operatorzy posiadający licencje umożliwiające wykorzystywanie częstotliwości z dwóch zakresów (np. 900 MHz i 1800 MHz) najpierw starają się pokryć cały dostępny obszar za pomocą sieci GSM 900 (mniejszy koszt związany z pokryciem dużych obszarów), a następnie w regionach związanych z dużym natężeniem ruchu telekomunikacyjnego (np. centra miast, tereny atrakcyjne turystycznie) wdrażany jest też dodatkowo GSM 1800 (większa liczba dostępnych częstotliwości).
Oferowane telefony umożliwiają transmisję w obu zakresach, możliwe jest też przemieszczanie się podczas rozmowy pomiędzy stacjami bazowymi pracującymi w różnych standardach bez utraty połączenia (handover).

## Interfejs radiowy

### Szczeliny czasowe
Transmisja radiowa w standardzie GSM zorganizowana jest w pasmach częstotliwości o szerokości 200 kHz. Pasma takie pogrupowane są w pary: na jednym z nich stacja bazowa przesyła dane w kierunku terminali (downlink), na drugim następuje transmisja w przeciwnym kierunku (uplink). Z każdego takiego zakresu częstotliwości może korzystać wielu użytkowników. Aby ich transmisje „nie nakładały się na siebie” każdy terminal ma przypisane krótkie odcinki czasu, w których jako jedyny może nadawać (odbierać) dane.
W systemie GSM, czas jest dzielony na 8 tzw. szczelin czasowych (ang. time slot) o długości 577 µs. Na poniższym przykładzie przedstawiono wykorzystanie tego mechanizmu. Szczeliny czasowe ponumerowane są tutaj od 1 do 8 i następują po sobie cyklicznie. Gdy jakiś telefon inicjuje rozmowę, Kontroler Stacji Bazowych przypisuje mu szczelinę czasową do transmisji (tzn. jedną na częstotliwości używanej do transmisji w stronę stacji bazowej i jedną na częstotliwości używanej do transmisji w stronę telefonów, na rysunku pokazana jest tylko jedna z nich).
Przedstawiona jest sytuacja gdy telefon otrzymał do nadawania szczelinę czasową numer 1. Transmitowane w tej szczelinie dane składają się na przeprowadzaną przez niego transmisję. W przypadku połączenia głosowego, telefon będzie miał tę szczelinę (time slot) na wyłączność aż do zakończenia rozmowy. Na jednej częstotliwości można przeprowadzać jednocześnie 8 rozmów (tzw. full rate) zajmujących jeden time slot, lub do 16 rozmów gdy wszystkie będą zajmować połowę time slotu (tzw. half rate), następuje wtedy jednak pogorszenie jakości rozmowy.
W przypadku pakietowej transmisji danych za pomocą technologii GPRS/EDGE telefon może otrzymać większą liczbę time slotów (w obecnych implementacjach maksymalnie 5 w downlinku i 4 w uplinku). Time sloty nie są w takim wypadku przypisane dla użytkownika na czas całej sesji internetowej, ale są przydzielane dynamicznie podczas przesyłania/odbierania danych. Mogą być one współdzielone przez innych użytkowników, którzy używają transmisji pakietowej (choć oczywiście w konkretnym momencie każdy time slot może być używany tylko przez jeden terminal).

### Komórki w systemie GSM
Gdy ruch telekomunikacyjny (liczba jednocześnie zestawionych rozmów, ilość przesyłanych danych) na danym obszarze jest zbyt duży, operator może użyć więcej niż jedną parę 200 kHz-owych zakresów częstotliwości. Napotyka się tu jednak ograniczenia natury fizycznej, gdy użyte zakresy leżą zbyt blisko siebie, dochodzi do interferencji. Dodatkowo częstotliwości w sąsiadujących ze sobą komórkach (ang. cell) również muszą być różne, co należy uwzględnić podczas planowania sieci. W praktyce w jednej komórce używa się zazwyczaj od jednej do czterech par zakresów częstotliwości. Formalnie komórka jest więc zasobami radiowymi (które można opisać jako szczeliny czasowe przypisane do transmisji na pewnych zakresach częstotliwości) dostępnymi na pewnym obszarze (sektorze).
W każdej komórce, z puli wszystkich dostępnych time slotów, jeden time slot w downlinku przeznacza się na tzw. kanał rozgłoszeniowy (ang. Broadcast Control Channel, BCCH), na którym stacja bazowa rozgłasza informacje o sieci. Telefony znajdujące się w tej komórce odbierają na tym kanale informacje związane globalnie z całą siecią (np. PLMN ID) lub z tą konkretną komórką (np. maksymalna moc z jaką można nadawać w niej sygnał). Dodatkowo jeden lub dwa time sloty (zarówno w downlinku, jak i uplinku) przeznaczane są na kanał kontrolny (ang. Standalone Dedicated Control Channel, SDCCH), służy on między innymi do zestawiania połączeń lub do przesyłania SMS-ów (gdy w komórce wykorzystuje się tylko jedną parę częstotliwości, w downlinku wykorzystuje się jeden time slot dla obu kanałów: BCCH i SDCCH).

### Implementacja w rzeczywistych systemach
Dostęp radiowy w GSM realizowany jest za pomocą stacji bazowych (w specyfikacjach GSM stosuje się nazwę BTS, Base Transceiver Station). BTS zawiera zazwyczaj kilka lub kilkanaście modułów nazywanych TRX. Większość stacji bazowych jest tzw. stacjami trzysektorowymi, co oznacza że zestawy anten ustawione są w trzy różne strony (pokrywające zazwyczaj wspólnie obszar dookoła stacji bazowej) tworząc trzy niezależne obszary (sektory), na których telefon może korzystać z użytecznego sygnału. Poszczególne moduły TRX przypisane są do konkretnego sektora i odpowiedzialne są za transmisję związaną z jedną parą zakresów częstotliwości (uplink + downlink). Jeśli więc np. trzysektorowy BTS zawiera 6 modułów TRX, w każdym sektorze mogą być dwie pary zakresów częstotliwości oferujące zasoby radiowe dla przeprowadzania transmisji w stronę telefonu i sieci.
Od kilkudziesięciu do kilkuset stacji bazowych jest podłączonych do Kontrolera Stacji Bazowej (ang. Base Station Controller, BSC). W tym elemencie sieciowym znajduje się software odpowiedzialny ze zestawianie połączeń na obszarze pokrywanym sygnałem przez stacje bazowe. To BSC przypisuje terminalom konkretne częstotliwości i time sloty w których powinna następować transmisja.

## Architektura sieci GSM
Poniższy opis uwzględnia elementy sieci szkieletowej GSM wspierające komunikację bazującą na zasadzie komutacji łączy, czyli na przykład transmisję głosu lub SMS. W GSM, zupełnie niezależnie rozbudowywana jest sieć szkieletowa związana z komutacją pakietów stosowaną w transmisji GPRS/EDGE – zobacz rozdział Architektura sieci GPRS w haśle GPRS aby zapoznać się z jej budową.
Poniżej pokazana jest klasyczna budowa sieci szkieletowej związanej z komutacją łączy opartej na centralach MSC. Obecnie wiele sieci GSM migruje do architektury warstwowej, w której funkcjonalność MSC rozdzielona jest pomiędzy dwa rodzaje elementów sieciowych: MSC Server i Media Gateway. Zobacz artykuł Mobile Softswitch Solution w celu poznania szczegółów związanych z tym rozwiązaniem.

### Opis elementów sieci
- System stacji bazowych (ang. Base Station System, BSS)
  - Stacja bazowa (ang. Base Transceiver Station, BTS) jest elementem sieci, który jest interfejsem pomiędzy telefonem komórkowym a siecią GSM. Dzięki systemowi anten transmituje i odbiera na kilku częstotliwościach (liczba zależąca od konfiguracji sprzętowej i oprogramowania) zakodowany cyfrowo sygnał (zobacz artykuły: transmisja głosu w sieci GSM i kanały radiowe w sieci GSM). Częstotliwości używane przez stacje bazowe obsługujące sąsiadujące komórki różnią się, aby nie dochodziło do interferencji fal radiowych. Zwykle od kilkudziesięciu do kilkuset stacji bazowych jest podłączonych do jednego Kontrolera Stacji Bazowych.
  - Kontroler Stacji Bazowych (ang. Base Station Controller, BSC) jest elementem sieci, odpowiedzialnym za zarządzanie stacjami bazowymi, oraz transmisję danych pomiędzy stacjami bazowymi a resztą sieci. Z poziomu BSC Operator zarządza radiową częścią sieci, zmieniając parametry poszczególnych stacji bazowych. BSC odpowiedzialne też jest za przydzielanie telefonowi komórkowemu wolnej szczeliny czasowej na odpowiedniej częstotliwości oraz za śledzenie jakości rozmowy. W razie jej pogorszenia, np. gdy abonent oddala się od obsługującej go stacji bazowej, zostanie przydzielona mu inna częstotliwość obsługiwana przez inną stację bazową, oraz odpowiednia szczelina czasowa. Mechanizm ten nazywa się handover. Kilka BSC jest podłączonych do jednego MSC.

- Część komutacyjno sieciowa (ang. Network and Switching Subsystem – NSS)
  - Mobile Switching Centre (MSC) jest cyfrową centralą telefoniczną przystosowaną do pracy w sieci GSM. Jest odpowiedzialna za zestawianie połączeń i komutację łączy. Bierze udział w generowaniu informacji używanej do naliczania opłat, współpracuje z platformą sieci inteligentnych na bazie których operator oferuje usługi dodane. Liczba MSC zależy od liczby abonentów i generowanego przez nich ruchu telekomunikacyjnego.
  - Gateway Mobile Switching Centre (GMSC) jest to centrala MSC z dodatkową funkcjonalnością odpowiedzialną za kontaktowanie się z HLR. Każda rozmowa podczas zestawiania połączenia do abonenta danej sieci musi być przeroutowana do jednego z GMSC należącego do niej (nawet gdy abonent jest w tym czasie w roamingu w innej sieci) w celu zebrania informacji o użytkowniku, którego numer wybrano w celu rozpoczęcia rozmowy. Od operatora zależy, które (np. wybrane MSC lub wszystkie MSC w sieci) będą działać jako GMSC[19] (co zazwyczaj jest kwestią dodatkowej konfiguracji). Niektóre GMSC mogą działać jako centrale tranzytowe do innych sieci.
  - Home Location Register (HLR – rejestr stacji własnych) jest bazą danych, która przechowuje informacje o abonentach, którzy należą do danej sieci. Między innymi numer IMSI, MSISDN, informacje o wykupionych usługach, informacje o MSC, które aktualnie obsługuje abonenta, informacje o jego statusie (np. telefon jest wyłączony, telefon jest włączony do sieci). Ilość HLR w sieci zależy od liczby abonentów.
  - Authentication Centre (AuC) to element sieciowy przechowujący dane abonentów danej sieci, na bazie których dokonuje uwierzytelnienia numeru IMSI i zezwala danemu abonentowi logującemu się do sieci na korzystanie z zasobów radiowych. Authentication Centre powiązane jest z HLR, ich liczba zależy od liczby użytkowników danej sieci.
  - Visitor Location Register (VLR – rejestr abonentów przyjezdnych) – baza danych związana z MSC. W sieci istnieją zawsze pary MSC-VLR. Baza ta przechowuje informacje o abonentach, którzy w danym momencie znajdują się na obszarze obsługiwanym przez to MSC. Część z tych informacji jest kopiowana z HLR w momencie, gdy abonent pojawia się w „zasięgu” danego MSC, inne, takie jak jego lokalizacja są zmieniane już później.
  - Flexible Number Register (FNR)[a] – opcjonalny element sieci wykorzystywany w mechanizmie Number Portability, znanym jako „przenoszenie numeru pomiędzy operatorami”. Przechowuje informacje o numerach MSISDN byłych klientów operatora, którzy „przenieśli numer” do innych sieci. Informacja o takim numerze zapisana jest tam razem z danymi związanymi z jego nową siecią, które umożliwią przekierowanie rozmowy do znajdującego się w niej GMSC. W niektórych implementacjach FNR może także przechowywać informacje o wszystkich obecnych abonentach sieci i wspierać przesyłanie zapytań o abonenta do odpowiedniego HLR zawierającego jego profil.
  - SMS Center (SMSC) – element sieci biorący udział w przesyłaniu SMS-ów pomiędzy abonentami i przechowujący te wiadomości, które nie mogą być w danej chwili dostarczone (np. w przypadku gdy abonent jest poza zasięgiem sieci lub gdy ma wyłączony telefon).
- Service Control Point (SCP) – element sieci, na którym oparte są sieci inteligentne. Działające na nim serwisy związane są z usługami dodanymi, które mogą być wykupione przez abonenta, np. Virtual Private Network lub Prepaid. SCP komunikuje się z MSC dzięki protokołom SS7 i może wpływać na zestawianą rozmowę (np. wpływ na sposób naliczania opłat, przekierowanie do innego numeru, dołączenie do rozmowy dodatkowego abonenta itp). MSC może informować SCP o różnych zdarzeniach związanych z rozmową (np. abonent, do którego kierowana jest rozmowa jest zajęty, nie podnosi słuchawki itp) i na tej podstawie, podejmowane są dalsze decyzje co do tej rozmowy.
- Service Data Point (SDP) – baza danych, która zawiera informacje o abonentach wykorzystywane przez programy działające na platformie sieci inteligentnych. Np. serwis Prepaid przechowuje tam informacje o ilości dostępnych środków.

Inne oznaczenia
- PSTN (ang. Public Switched Telephone Network) – sieci stacjonarne. Początkowo bazujące na technologiach analogowych, obecnie zrealizowane prawie w całości w oparciu o technologie cyfrowe. Usługi PSTN obejmują usługi zarówno analogowe usługi POTS (ang. Plain Old Telephone Service), jak i cyfrowe ISDN.
- PLMN (ang. Public Land Mobile Network) – sieci telefonii komórkowej.

### Scenariusze
Oto kilka często spotykanych scenariuszy w sieci GSM.
Rozdział ten ma za zadanie pokazać współdziałanie elementów sieci GSM i dla przejrzystości opisu zawiera pewne uproszczenia. Jeśli chcesz się zapoznać ze szczegółami związanymi z zestawianiem połączenia głosowego, zobacz artykuł Proces zestawiania połączenia głosowego w sieciach GSM i UMTS
- Abonent włącza telefon

1. Telefon przeszukuje częstotliwości i wybiera tę, na której jest najlepsza jakość sygnału. Wysyła informację o włączeniu się do sieci do stacji bazowej, która jest związana z tą częstotliwością.
2. Stacja bazowa przesyła ją do Kontrolera Stacji Bazowych (BSC), a ten do połączonego z nim MSC.
3. MSC zapisuje informację o tym abonencie w rejestrze VLR, między innymi jego lokalizację w postaci Location Area (zobacz tabelkę poniżej). Następnie MSC wysyła informację ze swoim adresem do rejestru HLR zawierającego informacje o abonencie. HLR odsyła do MSC/VLR dane z profilu abonenta takie jak wykupione usługi, ustanowione przekierowania itp.

- Abonent A, mający telefon w systemie abonamentowym dzwoni do abonenta B

1. Telefon wysyła poprzez stację bazową, która ma najsilniejszy w jego okolicy sygnał, żądanie połączenia z abonentem B.
2. Dociera ono do obsługującego tę stację bazową Kontrolera Stacji Bazowych (BSC), który przekazuje je do połączonego z nim MSC_A.
3. MSC_A routuje rozmowę do GMSC, które wysyła zapytanie do odpowiedniego rejestru HLR o MSC_B, które kontroluje obszar, w którym znajduje się telefon abonenta B.
4. HLR zwraca tę informację i odpowiednie żądanie połączenia z numerem abonenta B jest przesyłane do MSC_B.
5. MSC sprawdza w swoim VLR Location Area, w którym znajduje się telefon identyfikowany przez numer abonenta B. Wysyła żądanie do odpowiedniego Kontrolera Stacji Bazowych (BSC), aby nakazał wszystkim zarządzanym przez niego stacjom bazowym kontrolującym komórki znajdującym się w tym Location Area rozgłaszanie informacji o zestawianym połączeniu do abonenta B.
6. Jeśli telefon abonenta B jest włączony, odpowie na tę informację i połączenie zostanie zestawione. Po zakończeniu połączenia zostanie wygenerowany Call Data Record, który później będzie miał wpływ na comiesięczny rachunek abonenta A.

- Abonent A, mający telefon w systemie prepaid, dzwoni do abonenta B – scenariusz jest podobny do powyższego, z jednym wyjątkiem.

1. Rejestr VLR związany z MSC kontrolującym obszar, z którego dzwoni abonent A, zawiera informacje o nim, że ma on subskrypcje na serwis Prepaid (otrzymał tę informację z HLR podczas rejestrowania abonenta na swoim obszarze). W tym momencie zestawianie rozmowy jest wstrzymywane, a kontrola nad nim jest przekazywana do odpowiedniego SCP, na którym istnieje program obsługujący serwis prepaid.
2. SCP wysyła zapytanie do SDP o maksymalny czas rozmowy, jaki wykupił abonent A i na ten czas oddaje kontrolę nad rozmową do MSC, które dalej postępuje tak samo jak w przykładzie powyżej.
3. Jeśli rozmowa zostanie zakończona przed upływem wykupionego czasu rozmowy, MSC poinformuje o tym SCP, które wyśle żądanie do SDP w celu zmniejszenia ilości środków na koncie abonenta A o kwotę należną za czas przeprowadzonej rozmowy.
4. Jeśli upłynie maksymalny czas, MSC zwróci kontrolę nad rozmową do SCP, które wyśle żądanie do SDP w celu wyzerowania konta abonenta A, oraz wyśle komendę do MSC powodującą natychmiastowe zakończenie rozmowy.

- Użytkownik telefonu wysyła SMS

1. Użytkownik telefonu wysyła SMS, który poprzez stację bazową i Kontroler Stacji Bazowych dociera do MSC, na którego obszarze znajduje się telefon wysyłający wiadomość.
2. MSC przesyła wiadomość SMS do SMSC.
3. SMSC wysyła zapytanie do HLR o adres MSC kontrolującego obszar, w którym przebywa abonent, do którego skierowany jest SMS.
4. HLR zwraca informację o adresie MSC i tam przesyłany jest SMS. Poprzez odpowiedni Kontroler Stacji Bazowych (BSC) i stacje bazowe obsługujące komórki, w których może znajdować się adresat wiadomości rozgłaszana jest informacja o oczekującym SMS.
5. Jeśli telefon adresata informacji zgłosi się, SMS zostanie do niego przesłany, a raport o tym fakcie poprzez sieć dotrze do nadawcy, zaś treść SMS-a zostanie usunięta z twardego dysku serwisu SMSC.
6. Jeśli telefon adresata nie odpowie, informacja o tym fakcie dotrze do nadawcy, ale SMSC nie usunie SMS-a z twardego dysku, będzie on potem wykorzystany do ponownej próby dostarczenia wiadomości.